# Leucothyreus albertus
Leucothyreus albertus är en skalbaggsart som beskrevs av Ohaus 1918. Leucothyreus albertus ingår i släktet Leucothyreus och familjen Rutelidae. Inga underarter finns listade i Catalogue of Life.